# Ян Словенчак
Ян Словенчак (словац. Ján Slovenčiak, * 5 листопада 1981, Торналя) — словацький футболіст, воротар «Спартака» (Трнава)